# Dödsdansen (film, 1980)
Dödsdansen, film från 1980 efter August Strindbergs pjäs med samma namn.